# BMT5番街線
BMT5番街線 (BMT Fifth Avenue Line) 、または5番街高架線 (Fifth Avenue Elevated) 、5番街-ベイリッジ線 (Fifth Avenue-Bay Ridge Line) はアメリカ合衆国ニューヨーク州ブルックリンにあった高架鉄道路線である。ハドソン・アベニューからフラットブッシュ・アベニュー、5番街を経由しベイリッジのある3番街までを結んでいた。

## 歴史
ブルックリン高架鉄道（現在のBMT）がリースした連合高架鉄道会社がブルックリン高架線とBMTレキシントン・アベニュー線の支線にあたるハドソン・アベニュー高架線を建設した。この路線はハドソン・パーク街のジャンクションでブルックリン高架線から分かれ、ハドソン・アベニュー南部を高架で通過しロングアイランド鉄道フラットブッシュ・アベニュー駅（改称後：アトランティック・ターミナル駅）まで向かった。旅客列車の運行は1888年11月5日、ブルックリン高架線のターミナル駅であるフルトン・フェリー駅 - フラットブッシュ・アベニュー駅間で開始された。
この路線はブルックリン高架線と合流した後、2ブロック南を走っているBMTマートル・アベニュー線と平面交差で分岐していた。しかし開業2日後の11月6日、平面交差部分を通過中だったマートル・アベニュー線列車に5番街線の列車が衝突、これに伴いすぐに平面交差は中止され、1889年6月22日、3丁目の南まで延伸され、それと同時にマートル・アベニュー線との平面交差を解消した 。
1889年8月15日午後4時、グリーンウッド墓地南側の25丁目駅までの延伸区間が開業。この駅でブルックリンのバスとBMTウェスト・エンド線に乗り換えコニーアイランド方面へ向かう事ができ、1890年5月29日の36丁目駅への延伸でも終点でBMTウェスト・エンド線とINDカルバー線に乗り換えてコニー・アイランドへ向かう事ができた。1893年10月1日に5番街、38丁目、3番街に沿って延伸された5番街線は65丁目駅へ到達した。
1923年6月25日、北行列車がフラットブッシュ・アベニュー駅付近で脱線し高架線から落下。8名が死亡、多数が負傷という大惨事となった。1940年6月1日、5番街線の列車の運行はニューヨーク市内の３つの地下鉄 (BMT・IND・IRT) の統一により廃止された。
1941年9月15日、35丁目から5番街の間の線路の撤去が始まり同年11月に撤去が終了した。38丁目から65丁目駅間の3番街に位置する部分はゴワナス高速道路とブルックリン＝バッテリー・トンネルの建設に使用された。最終的に高架線3マイルが撤去された。

## 駅一覧
5番街線の列車はBMTマートル・アベニュー線と分かれる前にパーク・ロウ駅、サンズ・ストリート駅、アダムス・ストリート駅、ブリッジ・ジェイ・ストリート駅に停車した後、以下の表の順に停車していた。
| 駅名                            | 所在地                                                          | 開業日         | 廃止日        | 乗換 |
| ------------------------------- | --------------------------------------------------------------- | -------------- | ------------- | --- |
| フルトン・ ストリート駅         | ハドソン・ アベニュー、 フロスト・ ストリート                   | 1889年 7月27日 | 1940年 6月1日 | 鉄道：BMTフルトン・ストリート線 ：フルトン・ストリート線 デカルブ・アベニュー線 フラットブッシュ・アベニュー線                              |
| アトランティック・ アベニュー駅 | フラット ブッシュ・ アベニュー、 アトラン ティック・ アベニュー | 1888年 11月5日 | 1940年 6月1日 | 鉄道：LIRRアトランティック支線 （アトランティック・ターミナル駅） セント・ジョン・プレイス線 フラットブッシュ・アベニュー線 3番街線 7番街線 |
| セント・マークス・ アベニュー駅 | 5番街、 セント・ マークス・ プレイス                            | 1889年 6月22日 | 1940年 6月1日 | ：ベルゲン・ストリート線 |
| ユニオン・ ストリート駅         | 5番街、 ユニオン・ ストリート                                   | 1889年 6月22日 | 1940年 6月1日 | ：ユニオン・ストリート線 |
| 3丁目駅                         | 5番街、 3丁目                                                   | 1889年 6月22日 | 1940年 6月1日 | |
| 9丁目駅                         | 5番街、 9丁目                                                   | 1889年 8月15日 | 1940年 6月1日 | ：スミス・ストリート線 ：ハミルトン・アベニュー線                                                                                           |
| 16丁目駅                        | 5番街、 16丁目                                                  | 1889年 8月15日 | 1940年 6月1日 | ：15丁目線 |
| 20丁目駅                        | 5番街、 20丁目                                                  | 1889年 8月15日 | 1940年 6月1日 | |
| 25丁目駅                        | 5番街、 25丁目                                                  | 1889年 8月15日 | 1940年 6月1日 | |
| 36丁目駅                        | 5番街、 36丁目                                                  | 1890年 5月29日 | 1940年 6月1日 | 鉄道：BMTウェスト・エンド線 |
| 40丁目駅                        | 3番街、 40丁目                                                  | 1893年 10月1日 | 1940年 6月1日 | ：チャーチ・アベニュー線 39丁目・コニーアイランド線 39丁目・マンハッタンビーチ線 39丁目・ウルマーパーク線                                   |
| 46丁目駅                        | 3番街、 46丁目                                                  | 1893年 10月1日 | 1940年 6月1日 | |
| 52丁目駅                        | 3番街、 52丁目                                                  | 1893年 10月1日 | 1940年 6月1日 | |
| 58丁目駅                        | 3番街、 58丁目                                                  | 1893年 10月1日 | 1940年 6月1日 | |
| 65丁目駅                        | 3番街、 65丁目                                                  | 1893年 10月1日 | 1940年 6月1日 | ：シー・ビーチ線 ベイ・リッジ郊外線 ベイ・リッジ線 3番街線 86丁目郊外線                                                                     |